# ثوماس ووكر
توماس ووكر (1784-1836) محامي إنجليزي وقاضي شرطة ومؤلف. يتم الآن تذكره لدوريته الفردية، الأصل .

## حياته
كان ابن توماس والكر (1749-1817) الراديكالي، ولد في بارلو هول، تشورلتون كوم هاردي، بالقرب من مانشستر، في 10 أكتوبر 1784. كان والده تاجر قطن في مانشستر.
التحق ووكر بكلية ترينيتي بكامبريدج وحصل على درجة البكالوريوس في عام 1808 وماجستير في عام 1811. تم استدعاؤه للمحامين في القضاء العالي في المعبد الداخلي في 8 مايو 1812. بعد وفاة والده، عاش لعدة سنوات في لونجفورد هول، سترتفورد، حيث شارك في شؤون البلدة، ومعالجة الفقر. في عام 1829 تم تعيينه قاضيًا للشرطة في محكمة شارع لامبيث. في 20 مايو 1835، بدأ نشر النسخة الأصلية ، واستمر في نشرها أسبوعيًا حتى 2 ديسمبر التالي.
توفي ووكر غير متزوج في بروكسل في 20 يناير 1836، ودُفن في المقبرة هناك. تم وضع قرص لذكراه في سانت ماري، وايت تشيب. ا

## أعماله
في عام 1826 نشر ووكر ملاحظات حول طبيعة ومدى وآثار الفقر، وعلى وسائل الحد منه (التحرير الثاني. 1831)، وفي عام 1834 اقتراحات لإصلاح دستوري وفعال في الحكومة الضيقة . كتب من وجهة نظر مالتوسية 
كان الهدف من النسخة الأصلية رفع «النغمة الوطنية في كل ما يهمنا اجتماعيًا أو فرديًا»، وتضمنت مجموعة من أفكار ووكر حول العديد من الموضوعات. كانت كتاباته عن الصحة وفن الطهو موضع تقدير كبير. نُشرت العديد من الطبعات اللاحقة من الأصل، وأعيد طبعها عام 1850: 
- 1874، مع مذكرات اثنين من المشاة بقلم ويليام بلانشارد جيرولد؛
- 1875، كما حرره ويليام أوغسطس جاي؛
- 1887، واحدة بمقدمة من هنري مورلي، والأخرى «مرتبة على خطة جديدة».

مجموعة مختارة بعنوان فن الطعام وتحقيق الصحة العالية ، طُبعت في فيلادلفيا عام 1837 ؛ ومجموعة مختارة أخرى من تأليف فيليكس سمرلي (السير هنري كول)، نُشرت عام 1881 تحت اسم أريستولوجيا ، أوفن الطعام. 